# 早稲田大学ライティング・センター
早稲田大学ライティング・センター（わせだだいがくライティング・センター）は、早稲田大学の院生であるチューターおよび指導員が、教員および学生に対して文章指導を行うセンターである。こうしたセンターの開設は日本初で、他大学が同様の施設を設ける際に早稲田の事例が参考にされている。また、日英両文を対象とするライティング・センターは当時世界で唯一のものであった。

## 歴史
早稲田大学でライティング・センター開設に携わった佐渡島紗織は、1994年にイリノイ大学に留学しており、現地で頻繁にライティング・センターを頻繁に利用し、院生が務めるチューターと文章を検討した経験を有していた。2004年、早稲田大学は国際教養学部を新設、これを前提とする取り組みが文部科学省の「現代的教育ニーズ取組支援プログラム（現代GP）」に採択された。ライティング・センターは採択を機に設置された。当初は全授業を英語で行う国際教養学部の学生支援が目的で、日本人学生の英文作成が主な対象であったが、国際教養学部に日本語が母語ではない学生がおり、2005年からはこうした学生の日本語文書作成にも対応した。2008年に対象が全学に拡大し、日本語を母語とする学生が日本語で文書を作成する際の支援も提供するようになった。2009年には学内の教員も対象に加わった。こうして年間4000人が利用する施設に成長した。
早稲田大学の実績は同様にライティング・センターを開設する他大学からも注目され、広島大学がライティング・センターを開設する際には早稲田のセンターでディレクターを務める佐渡島紗織を招き、講演会を行っている。また佐渡島らが早稲田大学におけるライティング・センターの取り組みを紹介した書籍は、ライティング・センターの運営の実際について記した数少ない資料となっている。

## 体制
早稲田大学に所属している教員および学生（正規だけでなく科目等履修生も対象）がサービスを受けられる。学生は予約して文章を持ち込み、小ブースで個人指導を受ける。
利用者が持ち込める文章は、「アカデミックな目的で書かれた文章」で、授業の課題やレポート、卒業論文・修士論文・博士論文・投稿論文などの論文、研究計画書などが含まれる。教員の一人である佐渡島紗織によれば、昨今の中高生は書く量が圧倒的に不足しているといい、下書きの段階から学生を指導するという。持ち込まれた文章を直してくれる場所ではなく、書き手を成長させ、自立した書き手を育成する場となることを目指している。